# Osteria Francescana
Osteria Francescana – restauracja zlokalizowana w Modenie, we Włoszech. Jej właścicielem oraz szefem kuchni jest Massimo Bottura. W 2016 roku w rankingu The World’s 50 Best Restaurants, przygotowanym przez brytyjski miesięcznik „Restaurant”, włoski lokal oceniony został jako najlepsza na świecie restauracja. W 2015 roku w tym samym zestawieniu lokal znalazł się na miejscu drugim, a w latach 2013–2014 na trzecim.
Nazwa restauracji pochodzi od położonego w jej pobliżu kościoła św. Franciszka.
Przewodnik Michelin ocenił Osteria Francescana na trzy gwiazdki. We włoskim przewodniku kulinarnym Guida Ristoranti d’Italia 2016 dell’Espresso (na 2016 rok) modeńska restauracja znalazła się na 1. miejscu wśród najlepszych włoskich lokali gastronomicznych. Osteria Francescana oceniono na 20/20, co jest pierwszym takim przypadkiem w historii tego przewodnika.
W czerwcu 2016 roku Osteria Francescana znalazła się na 1. miejscu listy World’s 50 Best Restaurants. W uzasadnieniu werdyktu napisano: „W kraju, w którym kultura jedzenia jest głęboko konserwatywna, Bottura wprowadził odważny i niekiedy kontrowersyjny kurs, zdobywając poparcie na całym świecie i podbijając także krytykę włoską”. Jednocześnie autorzy rankingu wyrazili uznanie dla inicjatyw, które restaurator prowadził na rzecz walki z głodem na świecie i przeciwko marnotrawstwu jedzenia, co zaprezentował on podczas światowej wystawy Expo w Mediolanie (2015), która poświęcona była tematyce żywności.
W restauracji Osteria Francescana premier Włoch Matteo Renzi podejmował prezydenta Francji François Hollande’a.